# James Scott-Hopkins
James Scott-Hopkins (n. 29 noiembrie 1921 – d. 11 martie 1995) a fost un om politic britanic, membru al Parlamentului European în perioadele 1973-1979, 1979-1984, 1984-1989 și 1989-1994 din partea Regatului Unit. 
1. 1 2  James Sidney Rawdon Scott-Hopkins, The Peerage
2. ↑  Deputații în Parlamentul European
3. 1 2 3 4 5 6  Hansard 1803–2005
4. 1 2   http://www.assembly.coe.int/nw/xml/AssemblyList/MP-Details-EN.asp?MemberID=876 Lipsește sau este vid: |title= (ajutor)